# Human. :II: Nature.
Human. :II: Nature. is het negende album van de Finse metalband Nightwish. Het album werd wereldwijd uitgegeven op 10 april 2020 door het label Nuclear Blast. Het album is het tweede album van Nightwish waar Jukka Nevalainen niet de drummer is. In plaats daarvan drumt Kai Hahto voor de band. Human. :II: Nature. is een dubbel-album: het eerste deel van de CD wordt gevormd door heel de band, terwijl het tweede deel van de CD een instrumentaal nummer is van 31 minuten.
Het album van Nightwish kenmerkt zich volgens Tuomas Holopainen door een thema van menselijkheid en natuur. Voor dit album heeft Nightwish doelbewust gekozen voor een meer traditionele aanpak, waarbij de zware symfonische orkesten grotendeels werden vervangen door harmonieën van de drie zangers in de band: Floor Jansen, Marco Hietala en Troy Donockley. Vrijwel elk nummer van het album heeft een dergelijke harmonie. 
Op 7 februari 2020 bracht Nightwish een eerste single uit: "Noise", wat verhaalt over de invloed van technologie en sociale media op de menselijke beschaving.
Op 6 maart 2020 bracht Nightwish een tweede single uit: "Harvest". Dit nummer is het eerste in de geschiedenis van de band waarbij de leidende vocalen worden verzorgd door Troy Donockley.

## Tracklist
Alle muziek is geschreven door Tuomas Holopainen, behalve daar waar aangegeven.
Disc 1
1. Music (7:23)
2. Noise (5:40)
3. Shoemaker (5:19)
4. Harvest (5:13)
5. Pan (5:18)
6. How's the Heart? (5:02)
7. Procession (5:31)
8. Tribal (3:56)
9. Endlessness (7:11)

Disc 2
1. Vista (3:59)
2. The Blue (3:35)
3. The Green (4:25)
4. Moors (4:44)
5. Aurorae (2:07)
6. Quiet as the Snow (4:05)
7. Anthropocene (3:05)
8. Ad Astra (4:41)

## Bezetting
- Tuomas Holopainen - keyboard
- Floor Jansen - leidende zang
- Marco Hietala - basgitaar en achtergrondzang
- Troy Donockley - Uilleann pipes en achtergrondzang
- Emppu Vuorinen - gitaar
- Kai Hahto - drums en percussie